# 楊雪芬
楊 雪芬（よう せつふん、中国語: 楊 雪芬、英語: Amanda Sunyoto-Yang アマンダ・スンヨト＝ヤン、1992年7月8日 - ）は、アメリカ合衆国出身の女性、台湾のフィギュアスケート選手（ペア）。パートナーは兄の楊周宏。台湾から国際競技会に出場した唯一のペアである。

## 経歴
楊雪芬はペアパートナーを組む兄の周宏と同じく、ロサンゼルスに生まれ、同都市近郊のサンマリノを拠点としている在米華僑選手である。インドネシア華僑の母と中国系シンガポール人の父、英語名にはインドネシア由来の姓も持つ。
2004年からスケートをはじめ周宏とのペアを組んだ。2005-06年シーズンには全米フィギュアスケート選手権予選にペアで出場している。
国際大会にはチャイニーズタイペイ所属として2006-07年シーズンから出場し、台湾から国際競技会に出場した最初のペアとなった。なおこのシーズンのISUジュニアグランプリには台湾開催があり、楊も出場している。2007年のISUジュニアグランプリ ジョン・カリー記念ではペア競技とともに女子シングルにも出場したが、以降はペアでしか国際競技会に出場していない。2009年には四大陸フィギュアスケート選手権、世界フィギュアスケート選手権にも出場した。
未だ台湾から国際競技会に出場したペアは他になく、国際競技会に出場した唯一のペアとなっている。

## 主な戦績

### ペア
| 大会/年             | 2006-07 | 2007-08 | 2008-09 | 2009-10 |
| ------------------- | ------- | ------- | ------- | ------- |
| 世界選手権          |         |         | 22      | 20      |
| 四大陸選手権        |         |         | 10      | 11      |
| ネーベルホルン杯    |         |         |         | 13      |
| 世界Jr.選手権       | 12      | 13      |         |         |
| JGPレークプラシッド |         | 8       |         |         |
| JGP J.カリー記念    |         | 12      |         |         |
| JGP台湾杯           | 9       |         |         |         |
| JGPブダペスト       | 10      |         |         |         |

#### 詳細
| 2009-2010 シーズン   |                                              |          |          |           |
| 開催日               | 大会名                                       | SP       | FS       | 結果      |
| 2010年3月23日 - 24日 | 2010年世界フィギュアスケート選手権（トリノ） | 20 41.28 | -        | 20        |
| 2010年1月27日 - 28日 | 2010年四大陸フィギュアスケート選手権（全州） | 11 43.42 | 11 73.07 | 11 116.49 |
| 2009年9月24日 - 25日 | 2009年ネーベルホルン杯（オーベルストドルフ） | 14 38.18 | 12 75.48 | 13 113.66 |

| 2008-2009 シーズン   |                                                      |          |          |           |
| 開催日               | 大会名                                               | SP       | FS       | 結果      |
| 2009年3月24日 - 25日 | 2009年世界フィギュアスケート選手権（ロサンゼルス）   | 22 37.04 | -        | 22        |
| 2009年2月4日 - 5日   | 2009年四大陸フィギュアスケート選手権（バンクーバー） | 10 43.38 | 10 83.35 | 10 126.73 |

| 2007-2008 シーズン     |                                                            |          |          |           |
| 開催日                 | 大会名                                                     | SP       | FS       | 結果      |
| 2008年2月25日 - 3月2日 | 2008年世界ジュニアフィギュアスケート選手権（ソフィア）     | 14 41.95 | 10 76.95 | 13 118.90 |
| 2007年10月18日 - 21日  | ISUジュニアグランプリ ジョン・カリー記念（シェフィールド） | 14 32.46 | 10 71.30 | 12 103.76 |
| 2007年8月30日 - 9月2日 | ISUジュニアグランプリ レークプラシッド（レークプラシッド） | 8 35.91  | 9 60.02  | 8 95.93   |

| 2006-2007 シーズン     |                                                                  |          |          |           |
| 開催日                 | 大会名                                                           | SP       | FS       | 結果      |
| 2007年2月26日 - 3月4日 | 2007年世界ジュニアフィギュアスケート選手権（オーベルストドルフ） | 11 40.56 | 11 71.39 | 12 111.95 |
| 2006年10月12日 - 15日  | ISUジュニアグランプリ 台湾杯（台北）                             | 9 31.47  | 9 65.06  | 9 96.53   |
| 2006年8月31日 - 9月3日 | ISUジュニアグランプリ ブダペスト（ブダペスト）                   | 11 28.94 | 10 55.46 | 10 84.40  |

### 女子シングル
| 2011-2012 シーズン   |                                                        |          |          |          |          |
| 開催日               | 大会名                                                 | 予選     | SP       | FS       | 結果     |
| 2012年2月27日-3月4日 | 2012年世界ジュニアフィギュアスケート選手権（ミンスク） | 30 50.79 | -        | -        | -        |
| 2011年9月21日-25日   | ISUジュニアグランプリ ブラショフ杯（ブラショフ）       | -        | 22 30.34 | 24 52.00 | 23 82.34 |

| 2010-2011 シーズン     |                                     |          |          |          |
| 開催日                 | 大会名                              | SP       | FS       | 結果     |
| 2011年1月30日 - 2月6日 | 第7回アジア冬季競技大会（アスタナ） | 14 57.80 | 14 85.97 | 13 28.17 |

| 2007-2008 シーズン    |                                                            |          |          |          |
| 開催日                | 大会名                                                     | SP       | FS       | 結果     |
| 2007年10月18日 - 21日 | ISUジュニアグランプリ ジョン・カリー記念（シェフィールド） | 34 23.06 | 32 42.89 | 33 65.95 |